# Hamsana Gadde, Yellapur
Hamsana Gadde là một làng thuộc tehsil Yellapur, huyện Uttara Kannada, bang Karnataka, Ấn Độ.